# Кемерово (аеропорт)
Міжнародний аеропорт Кемерово (IATA: KEJ, ICAO: UNEE) - цивільний аеропорт федерального значення в місті Кемерово, Росія. Знаходиться в межах міста, за 11 км на південний схід від його центру.

## Приймаємі типи повітряних суден
DC-10, А319, А320, А321, А310, А330, B737, В747, В757, В767, Ил-96, Ил-76, Ил-62М, Ту-214, Ту-204, Ту-154, Ту-134, Ан-124, Ан-148, Ан-74, Ан-30, Ан-26, Ан-24, Ан-12, Як-42, Як-40, ATR-42, ВАе-146, ВАе-125, Bombardier CRJ 100/200  і модифікації цих типів ПС, а також інші типи ПС 3 та 4 класів, вертольоти  всіх типів.

## Наземний транспорт
Автобуси маршрутів № 101, № 126, 101 і 126 з'єднують аеропорт та місто.

## Термінали
В аеропорту  Кемерово  є два термінали  - внутрішній і міжнародний, бізнес зал і VIP. Митна служба, готель. Вантажний термінал. Аеропорт Кемерово має аеровокзал внутрішніх повітряних ліній (пропускна здатність - 500 пасажирів на годину) і міжнародних повітряних ліній (200 пасажирів на годину).

## Авіалінії та напрямки, листопад 2020
| Авіакомпанія      | Пункт призначення               |
| ----------------- | ------------------------------- |
| Aeroflot          | Москва-Шереметьєво              |
| Nordstar Airlines | Красноярськ-Ємельяново, Санья   |
| Nordwind Airlines | Москва-Шереметьєво              |
| Pobeda            | Москва-Внуково                  |
| S7 Airlines       | Москва-Домодєдово, Новосибірськ |
| UVT Aero          | Казань                          |

## Ресурси Інтернету
- Kemerovo International Airport website [Архівовано 8 серпня 2012 у Wayback Machine.]
- Kemerovo Airport at Russian Airports Database